# Fasci italiani di combattimento
Els Fasci italiani di combattimento fou un moviment polític creat, entre d'altres, per Benito Mussolini, a Milà el 23 de març de 1919. Aquesta organització forma el nucli del que serà el Partit Nacional Feixista, fundat el 1921.

## El naixement del moviment
El 7 de gener de 1919, el futurista Mario Carli, prop de l'ultranacionalisme, crea a Roma la primera associació d'arditi, composta per antics combatents d'unitats de xoc de la Primera Guerra Mundial, incloent molts ex-convictes. Alguns dies més tard, fou creada una segona associació d'arditi a Milà, responent a la crida del poeta futurista Marinetti i del capità de les seccions d'assalt Ferruchio Vecchi. Aquestes diferents associacions d'antics combatents, a les quals també pertanyia Giuseppe Bottai, es van federar a nivell nacional a finals del mes de gener de 1919.
En el marc de la constitució d'aquestes associacions nacionalistes, Mussolini i el seu diari, Il Popolo d'Itàlia, organitzaren una reunió a Milà, el 23 de març de 1919, que agrupa seixanta persones. L'objectiu era crear, des d'una òptica antiparlementaria, un moviment que perpetuaria la inspiració revolucionària de la guerra, fidel a l'intervencionisme. L'assemblea reuní ideologies d'origen heterogeni, reagrupant tant els arditi de Ferruchio Vecchi com anarcosindicalistes, atrets per la fraseologia revolucionària, i intervencionistes d'esquerra, que es reconeixen en la figura de Mussolini. La reunió funda el Fascio milanès de combat, el gabinet del qual incloïa Mussolini, Vecchi, i Michele Bianchi, un dirigent anarcosindicalista de l'Unione Italiana del Lavoro (UIL), expulsada de l'Unione Sindacale Italiana basant-se en les seves posicions intervencionistes durant la guerra.
El terme Fascio, referent al símbol del Feix romà, evoca a la vegada la nostàlgia de la guerra i les aspiracions revolucionàries dels facii sicilians de 1893-1894. Era un terme que pertanyia encara al vocabulari de l'extrema esquerra, encara que des de 1917 i la derrota de Caporetto, els nacionalistes se'n van apoderar.
Dos dies més tard, el moviment pren una amplitud nacional. Es convoca una assemblea general, el 23 de març de 1919, en una sala de la piazza San Sepolcro a Milà, prestada pel Cercle dels interessos industrials i comercials. 119 persones responen a la crida, entre els quals Mario Carli, Marinetti i Giuseppe Bottai. A banda de Mussolini, assiteix el futur quadrumvirat de la Marxa sobre Roma: Italo Balbo, Cesare Maria de Vecchi, Emilio de Bono i Michele Bianchi, així com el futur secretari del Partit Nacional Feixista, Roberto Farinacci. Decideixen aleshores crear els Fasci italiani di combattimento, després d'una agitada reunió que al final acordà un programa polític.
Alguns mesos més tard, Mussolini feu públic el programa, suavitzat i retocat per ell, que barreja aspiracions nacionals i reivindicacions socials [3]. El programa de San Sepolcro (per la plaça on fou proclamat), que llançà les bases del feixisme, és publicat el juny a Il Popolo d'Italia.

## El programa deSan Sepulcro
El Manifesto dei Fasci italiani di combattimento presentà una barreja de reformes polítiques i socials, així com reclamacions nacionalistes i progressistes.
| « | I. La reunió del 23 de març dirigeix la seva primera salutació i les seves reverències als fills d'Itàlia caiguts per la grandesa de la pàtria i per la llibertat del món, als mutilats i invàlids, a tots els combatents, als expresoners que han complert el seu deure i ell, es declara hereu de sostenir les seves reivindicacions d'ordre material i moral que seran defensades amb força per les associacions de combatents. II. La reunió del 23 de març s'oposa a l'imperialisme dels altres pobles o el detriment d'Itàlia i l'eventual imperialisme italià o el detriment dels altres pobles; ell accepta el postulat suprem de la Societat de Nacions i pressuposa la integració de cadascun d'entrar en ella, integració en la qual es refereix a Itàlia a causa de la seva realització sobre els Alps i sobre l'Adriatico amb la reivindicació i l'annexió del Fiume i de Dalmacia. III. La reunió del 23 de març obliga els feixistes a sabotejar per tots els mitjans les candidatures dels neutralistes de tots els partits. | » |